# Ong dú
Ong Dú (tiếng Anh: Stingless bee), còn gọi là ong rú, ong không ngòi đốt và một số tên gọi khác theo địa phương là loài ong lấy mật. So với các giống ong mật khác như ong ruồi, ong khoái, ong mật, ong dú có kích cỡ nhỏ hơn, tính hiền, không đốt, không gây nguy hiểm cho người nuôi.

## Ong tự nhiên
Trong tự nhiên, ong dú thường làm tổ trong bọng cây, tre... tổ lớn nhất có kích cỡ khoảng 20–25 cm x 30–40 cm, với số lượng mật thu được khoảng 0,4-0,7 lít/tổ.
Mật ong dú được tạo ra từ thu hoạch mật hoa chế biến giống như ong mật, có vị ngọt, thanh và hơi chua vì có độ axit cao hơn, mật ong dú thường có độ thủy phần cao hơn ong mật trung bình 25% nhưng không bị hỏng khi bảo quản. Vì vậy, mật ong dú có nhiều nhiều tác dụng về mặt dược tính, mỹ phẩm hơn so với các loại mật ong khác; giúp thanh nhiệt, chống viêm, giải độc, giảm đau, sát trùng vết thương, chữa viêm đường tiêu hóa, dạ dày, đại tràng, tưa lưỡi, tiêu đờm... Sáp và mật ong rú được sử dụng chế biến để làm đẹp, như: dưỡng da, tẩy tế bào chết, giảm béo...

## Chăn nuôi ong Dú
Khi mới bắt ong tự nhiên về thuần hoá, mất 1,2 tháng để ở định. Về sau, ong sinh sản rất nhanh nên việc tách đàn nhanh chóng hơn. Một tổ ong có một ong chúa, ong thợ sẽ tạo ra 1-3 ấu trùng ong chúa đẻ dự phòng. Khi tổ ong đủ lớn, bầy ong sung mãn, đàn ong tách đàn bằng cách chúa tơ sẽ ra đi theo tổ mới với một lượng quân 1/3 của tổ gốc.
Thùng nuôi ong dú khai thác mật, phấn có kích thước 50x20x20cm, 6 mặt đều kín, chỉ chừa một lỗ nhỏ cho ong chui ra, chui vào. Thùng nuôi tách đàn được thiết kế rất nhiều kiểu thùng khác nhau, thùng tách đàn chủ yếu là thùng 2 tầng vuông hoặc hình chữ nhật, có kích thước 10 đến 20 cm
Ong dú có thể hoạt động trong vòng bán kính 0,5 – 1 km. Bên cạnh đó, ong dú rất khỏe, sức chống chịu bệnh cao, khả năng kiếm thức ăn rất tốt nên không tốn chi phí thức ăn và phòng, trị bệnh. Địch hại của ong là kiến, thằn lằn,ruồi lính đen...
Một tổ ong Dú mỗi năm cho 0,3– 0,6 lít mật, 50 – 100gram phấn hoa, 100 - 200gram keo ong (sáp + nhựa cây).